# Square Enix
Square Enix Holdings Co., Ltd. là công ty holding và tập đoàn giải trí của Nhật Bản, nổi tiếng với những loạt trò chơi nhập vai như Final Fantasy, Dragon Quest, Kingdom Hearts, và nhiều loạt tác phẩm khác. Bên cạnh xuất bản và phát hành trò chơi điện tử, Square Enix còn kinh doanh sản phẩm ăn theo, trang thiết bị trò chơi điện tử/arcade, và xuất bản manga dưới ấn hiệu Gangan Comics.
Square Enix ban đầu được thành lập vào tháng 4 năm 2003 thông qua sự sáp nhập của 2 công ty Square và Enix. Mỗi cổ phiếu phổ thông của Square được quy đổi bằng 0,85 cổ phiếu của Enix. Vào thời điểm đó, 80% nhân viên Square Enix là nhân viên cũ của Square. Cựu chủ tịch Square là Mada Yoichi được bổ nhiệm làm chủ tịch tập đoàn mới, và cựu chủ tịch Enix là Honda Keiji được chỉ định làm phó chủ tịch. Fukushima Yasuhiro là cổ đông lớn nhất của tập đoàn, đồng thời là người sáng lập Enix, nên trở thành chủ tịch hội đồng quản trị. Tháng 10 năm 2008, Square Enix đã tiến hành phân chia công ty. Square Enix tái tổ chức thành công ty holding Square Enix Holdings Co., Ltd., và công ty con mới có tên là Square Enix Co., Ltd chuyên thực hiện các công việc liên quan đến sản xuất và phát hành trò chơi điện tử.
Một số loạt tác phẩm của Square Enix đã bán được hơn 10 triệu bản trên toàn thế giới, với Final Fantasy bán được 144 triệu, Dragon Quest bán được 78 triệu, và Kingdom Hearts bán được 30 triệu. Năm 2005, Square Enix mua lại tập đoàn trò chơi arcade Taito, nổi tiếng với những game như Space Invaders, Bubble Bobble và Darius. Năm 2009, Square Enix mua lại nhà phát hành trò chơi Eidos Interactive của Anh, được sáp nhập vào Square Enix Europe để xuất bản những tựa game như Tomb Raider, Deus Ex và Just Cause. Square Enix đặt trụ sở chính tại tòa nhà Shinjuku Eastside Square ở Shinjuku, Tokyo và có hơn 5000 nhân viên trên toàn cầu thông qua các công ty con.

## Lịch sử công ty